# El Beat
«El Beat» es una canción del álbum Te acordarás de mí de la cantante y actriz mexicana Eiza González. La canción fue compuesta por Paty Cantú.

## Promoción
El Beat fue presentada a principios de junio de 2012 en una marcha gay en la Ciudad de México, siendo la única canción interpretada antes de la salida del disco. También fue presentada en el concierto EXA 2012 en Monterrey y en el evento Oye a principios de julio, junto a Te acordarás de mí.